# Varvara-krasa, dlinnaja kosa
Varvara-krasa, dlinnaja kosa (Варвара-краса, длинная коса) è un film del 1969 diretto da Aleksandr Arturovič Rou.